# Stammliste der Zähringer
Die Stammliste der Zähringer enthält die in der Wikipedia vertretenen Personen und wichtige Zwischenglieder dieses alemannischen Adelsgeschlechts.

## Stammliste
1. Bezelin von Villingen († 1024), Vater oder Großvater Bertholds I.[Anmerkung 1]
  1. Berthold I., gen. der Bärtige (um 1000–1078), Herzog von Kärnten, Markgraf von Verona; ⚭ (I) Richwara, Tochter von Konrad II. (wohl 1003–1039), Herzog von Kärnten (Salier); ⚭ (II) Beatrix, Tochter von Ludwig von Mousson († 1073/76), Graf von Bar (Haus Scarponnois)
    1. (I) Hermann I. (um 1040–1074), Markgraf von Verona und Graf im Breisgau (Nachfahren siehe Stammliste des Hauses Baden)
    2. (I) Luitgard (um 1047 – um 1119); ⚭ (I) Diepold II. im Thurgau (1033–1078), Markgraf im Nordgau (Diepoldinger-Rapotonen); ⚭ (II, unsicher) Ernst I. († 1096/97), Graf von Grögling (Grafen von Grögling-Hirschberg)
    3. (I) Richinza von Spitzenberg; ⚭ (I) ein Herr von Frickingen; ⚭ (II) Ludwig von Sigmaringen
    4. (I) Berthold II. (um 1050–1111), Herzog von Schwaben, später von Zähringen; ⚭ 1079 Agnes von Rheinfelden (um 1065–1111), Tochter von Rudolf von Rheinfelden (um 1025–1080), Herzog von Schwaben und römisch-deutscher Gegenkönig
      1. Berthold (* um 1080)
      2. Rudolf II. (um 1082–1111), Graf von Rheinfelden
      3. Berthold III. (um 1085–1122), Herzog von Zähringen; ⚭ Sophie von Bayern, Tochter von Heinrich dem Schwarzen (1075–1126), Herzog von Bayern (Haus Welf-Este)
      4. Agnes († nach 8. Januar 1125); ⚭ Wilhelm II. (um 1085–1125), Freigraf von Burgund und Graf von Mâcon (Haus Burgund-Ivrea)
      5. Liutgard (* um 1087, früh verstorben)
      6. Konrad I. (um 1090–1152), Herzog von Zähringen, Rektor von Burgund; ⚭ Clementia († 1158), Tochter von Gottfried (vor 1080–1139), Graf von Château-Porcien und Namur (Haus Namur)
        1. Berthold IV. (um 1125–1186), Herzog von Zähringen; ⚭ (I) Heilwig († vor 1183), Tochter von Hermann, Graf von Frohburg (Haus Frohburg); ⚭ (II) Ida (1160/61–1216), Tochter von Matthäus (um 1137–1173), Graf von Boulogne (Haus Châtenois)
          1. (I) Agnes (um 1158–1239); ⚭ vor 1181 Egino IV. (um 1160–1230), Graf von Urach (Haus Urach)
          2. (I) Berthold V. (um 1160–1218); ⚭ 1212 Clementia (1195–nach 1235), Tochter von Stephan III. (um 1172–1241), Graf von Auxonne und Chalon-sur-Saône (Haus Burgund-Ivrea)
→ ausgestorbene Linie
          3. (I) Anna (1162–1226); ⚭ vor 1181 Ulrich III. († 1227), Graf von Kyburg (Haus Kyburg)

        2. Adalbert I.  (um 1135 – um 1195), Herzog von Teck (Nachfahren siehe Stammliste der Herzöge von Teck)
        3. Rudolf (um 1135–1191), Erzbischof von Mainz und Bischof von Lüttich
        4. Clementia († um 1167/73); ⚭ Heinrich der Löwe (um 1129/30 oder 1133/35 – 1195), Herzog von Sachsen und Bayern (Haus Welf-Este)

      7. Petrissa (um 1095 – um 1115); ⚭ 1111 Friedrich I. († um 1160), Graf von Pfirt (Haus Scarponnois)
      8. Liutgard (um 1098–1131); ⚭ vor 1129 Gottfried I. († 1131), Graf von Calw (Grafen von Calw)
      9. Judith (* um 1100); ⚭ Ulrich II. († 1150), Graf von Gammertingen (Haus Gammertingen)

    5. (I) Gebhard III. (um 1050–1110), Bischof von Konstanz
    6. (II) Mathilda von Thurgau; ⚭ Berchtoldo von Steinegge. gen. von Witilinchoven (* 1032)